# Al-Bana
Al-Bana est le nom donné à un lance-roquettes développée par les Brigades Izz al-Din al-Qassam du Hamas sous la direction d'Adnan al-Ghoul et Mohammed Deif. Fabriqué à partir de matières premières et d'équipements introduits en contrebande dans la bande de Gaza via les tunnels de Rafah. L'Al-Bana fut le premier exemple, pendant la Seconde intifada de la capacité des ingénieurs du Hamas à produire des armes. L'objectif de cette production est de lancer des attaques de roquettes palestiniennes sur Israël.
L'Al-Bana a été largement utilisé lors des incursions de Tsahal pour lutter contre les chars et les véhicules blindés. L'Al-Bana a été remplacé, en 2003, par le Batar, plus élaboré, et n'est plus utilisé par le Hamas. Des versions légèrement modifiées de l'Al-Bana ont été fabriquées et utilisées par d'autres groupes militants palestiniens. En 2004, les ingénieurs du Hamas ont fourni au groupe un nouveau lance-roquettes sophistiqué, le Yasin.